# Ehime International Open 2022
L'Ehime International Open 2022 è stato un torneo maschile tennis professionistico. È stata la 1ª edizione del torneo, facente parte della categoria Challenger 80 nell'ambito dell'ATP Challenger Tour 2022, con un montepremi di 53 120 $. Si è svolto dal 7 al 13 novembre 2022 sui campi in cemento del Complesso sportivo della Prefettura di Ehime di Matsuyama, in Giappone.

## Partecipanti

### Teste di serie
| Nazionalità          | Giocatore             | Ranking* | Testa di serie |
| -------------------- | --------------------- | -------- | -------------- |
| Australia            | Christopher O'Connell | 102      | 1              |
| Australia            | Rinky Hijikata        | 159      | 2              |
| Australia            | John Millman          | 160      | 3              |
| Giappone             | Kaichi Uchida         | 172      | 4              |
| Francia              | Benoît Paire          | 173      | 5              |
| Bosnia ed Erzegovina | Damir Džumhur         | 179      | 6              |
| Australia            | Li Tu                 | 197      | 7              |
| Giappone             | Rio Noguchi           | 202      | 8              |

* Ranking al 31 ottobre 2022.

### Altri partecipanti
I seguenti giocatori hanno ricevuto una wild card per il tabellone principale:
- Sho Katayama
- Yusuke Kusuhara
- Shintaro Mochizuki

Il seguente giocatore è entrato in tabellone con il ranking protetto:
- Yūichi Sugita

Il seguente giocatore è entrato in tabellone come special exempt:
- Hsu Yu-hsiou

Il seguente giocatore è entrato in tabellone come alternate:
- Sho Shimabukuro

I seguenti giocatori sono passati dalle qualificazioni:
- Shuichi Sekiguchi
- Sasi Kumar Mukund
- Hong Seong-chan
- Ergi Kirkin
- Koki Matsuda
- Jason Jung

I seguenti giocatori sono entrati in tabellone come lucky loser:
- Naoki Nakagawa
- Yuta Shimizu

## Campioni

### Singolare
Hong Seong-chan ha sconfitto in finale  Wu Tung-lin per 6–3, 6–2.

### Doppio
Andrew Harris /  John-Patrick Smith hanno sconfitto in finale  Toshihide Matsui /  Kaito Uesugi per 6–3, 4–6, [10–8].